# ليا كوك
ليا كوك (بالإنجليزية: Lia Cook)‏ هي فنانة أمريكية، ولدت في 24 نوفمبر 1942.

## وصلات خارجية
- الموقع الرسمي